# Aerangis
Aerangis Rchb f., 1865. Es un género que tiene asignadas aproximadamente 50 especies de orquídeas de hábito terrestre y algunas epífitas. Unas especies que se encuentran la mayoría en África tropical pero también en las islas Comores, Madagascar y Sri Lanka.

## Descripción
Estas especies generalmente son epífitas, a veces litófitas de orquídeas pequeñas, semejantes a las Vandas en apariencia. Tienen de seis a diez hojas perennes, carnosas con las nerviaciones paralelas.
Sus flores conforma de estrella, son céreas y generalmente blancas, color crema o amarillas. Presentan una espuela larga, y llena de néctar, frecuentemente más larga que la misma flor.
Tienen un solo tallo con numerosas flores en racimo largo. El labelo es plano y se asemeja a los sépalos y a los pétalos. Producen un olor muy agradable durante la noche.

## Hábitat
Se distribuyen por África, Madagascar y las Islas Comores y también una especie en Sri Lanka y Reunión.

## Taxonomía
El género fue descrito por Heinrich Gustav Reichenbach y publicado en Flora 48: 190. 1865.
Etimología
El nombre del género Aerangis procede de las palabras griegas: aer = (aire) y angos = (urna), en referencia a la forma del labelo.

## Especies deAerangis
- Aerangis alcicornis (Ruanda a Mozambique)
- Aerangis appendiculata: (SW. Tanzania a S. África Trop.)
- Aerangis arachnopus: ( África Trop.)
- Aerangis articulata (Comores, Madagascar) - epífita
- Aerangis biloba (W. y WC. África Trop.)
- Aerangis bouarensis (Rep. Centroafricana )
- Aerangis brachycarpa (Eritrea al S. África Trop.) - epífita
- Aerangis calantha (Costa de Marfil a Angola y Tanzania) - epífita
- Aerangis carnea (SW. Tanzania a Malawi).
- Aerangis × chirioana (Camerún).
- Aerangis citrata (Madagascar)
- Aerangis collum-cygni (WC. África Trop. a Tanzania y Zambia).
- Aerangis concavipetala (NW. Madagascar)
- Aerangis confusa (Kenia a N. Tanzania).
- Aerangis coriacea (Kenia a N. Tanzania)
- Aerangis cryptodon (Comores, Madagascar) - epífita
- Aerangis curnowiana (C. Madagascar)
- Aerangis decaryana (SW. Madagascar).
- Aerangis distincta (Malawi)
- Aerangis ellisii (Madagascar)
- Aerangis fastuosa (Madagascar) - epífita
- Aerangis flexuosa (São Tomé).
- Aerangis fuscata (Madagascar)
- Aerangis gracillima (Camerún a Gabón) - epífita
- Aerangis gravenreuthii (Bioko, Camerún, Tanzania (Mtes. Uluguru ).
- Aerangis hologlottis (SE. Kenia a NE. Tanzania (incl. Zanzíbar), Mozambique, Sri Lanka).
- Aerangis hyaloides (E. Madagascar)
- Aerangis jacksonii (Uganda)
- Aerangis kirkii (Kenia a S. África).
- Aerangis kotschyana ( África Trop. a KwaZulu-Natal) - epífita
- Aerangis luteoalba (WC. y E. África Trop. a Etiopía) - epífita
  - Aerangis luteoalba var. luteoalba (Congo a SW. Uganda) - epífita
  - Aerangis luteoalba var. rhodosticta (WC. y E. África Trop. a Etiopía) - epífita
- Aerangis macrocentra (Madagascar)
- Aerangis maireae (Tanzania).
- Aerangis megaphylla (Annobón, Rep. Centroafricana )
- Aerangis modesta (Comores, N. Madagascar).
- Aerangis montana (SW. Tanzania a Zambia).
- Aerangis mooreana (Comores, NW. Madagascar)
- Aerangis mystacidii (SW. Tanzania a S. África).
- Aerangis oligantha (*SW. Tanzania a N. Malawi).
- Aerangis pallidiflora (N. y NE. Madagascar)
- Aerangis × primulina (Madagascar).
- Aerangis pulchella (NW. Madagascar).
- Aerangis punctata (C. Madagascar)
- Aerangis rostellaris (Comores, N. Madagascar).
- Aerangis somalensis (Etiopía)
- Aerangis spiculata (Comoros, Madagascar).
- Aerangis splendida (Malawi, Zambia).
- Aerangis stelligera (WC. África Trop.).
- Aerangis thomsonii (Etiopía a E. África Trop.).
- Aerangis ugandensis (E. Zaire a Kenia) - epífita
- Aerangis verdickii (Ruanda a S. África Trop.) 
  - Aerangis verdickii var. rusituensis.(E. Zimbabwe)
  - Aerangis verdickii var. verdickii (Ruanda a S. África Trop.)

## Híbridos
- ×Aerangaeris (Aerangis × Rangaeris)
- ×Amesangis (Aerangis × Amesiella)
- ×Angrangis (Aerangis × Angraecum)
- ×Diaphanangis (Aerangis × Diaphananthe)
- ×Euryangis (Aerangis × Eurychone)
- ×Summerangis (Aerangis × Summerhayesia)
- ×Thesaera (Aerangis × Aeranthes)